# جاك ماكنزي (ممثل)
جاك ماكنزي (بالإنجليزية: Jack McKenzie)‏ هو ممثل بريطاني، ولد في 9 مارس 1942 في المملكة المتحدة.

## وصلات خارجية
- جاك ماكنزي على موقع IMDb (الإنجليزية)
- جاك ماكنزي على موقع قاعدة بيانات الفيلم (الإنجليزية)